# Бонк (гміна Карсін)
Бонк (пол. Bąk) — село в Польщі, у гміні Карсін Косьцерського повіту Поморського воєводства.
Населення — 550 осіб (2011).
У 1975-1998 роках село належало до Гданського воєводства.

## Демографія
Демографічна структура станом на 31 березня 2011 року:
|          | Загалом | Допрацездатний вік | Працездатний вік | Постпрацездатний вік |
| -------- | ------- | ------------------ | ---------------- | -------------------- |
| Чоловіки | 270     | 52                 | 185              | 33                   |
| Жінки    | 280     | 54                 | 152              | 74                   |
| Разом    | 550     | 106                | 337              | 107                  |